# Carauari (kommun)
Carauari är en kommun i Brasilien.   Den ligger i delstaten Amazonas, i den västra delen av landet, 2 400 km nordväst om huvudstaden Brasília. Antalet invånare är 27 691.
Följande samhällen finns i Carauari:
- Carauari

I omgivningarna runt Carauari växer i huvudsak städsegrön lövskog. Trakten runt Carauari är nära nog obefolkad, med mindre än två invånare per kvadratkilometer.